# Erinnerungsort
Der Begriff Erinnerungsort (auch Gedächtnisort, französisch: un/le lieu de mémoire, fachsprachlich auch Mnemotop) geht auf den französischen Historiker Pierre Nora zurück. Damit verbunden ist die Vorstellung, dass sich das kollektive Gedächtnis einer sozialen Gruppe (so für Nora die französische Nation) an bestimmten Orten kristallisiert und als historisch-sozialer Bezugspunkt prägend für die jeweilige Erinnerungskultur ist. Der Begriff „Ort“ ist im übertragenen Sinne zu verstehen und kann sich nach Pierre Nora unterschiedlich manifestieren. Zum Beispiel als geografischer Ort, ebenso aber als mythische Gestalt, als historisches Ereignis, Institution oder Begriff, als Buch oder Kunstwerk usw. Diese „Orte“ besitzen eine besonders aufgeladene symbolische Bedeutung, die für die jeweilige Gruppe identitätsstiftende Funktion hat.
Die von Nora in einem siebenbändigen Werk zusammengetragenen Erinnerungsorte Frankreichs haben in anderen europäischen Ländern ähnliche Publikationen angeregt. So erschienen seit 2001 in einem dreibändigen Werk Deutsche Erinnerungsorte. Im Jahr 2012 erschien das dreibändige Werk Europäische Erinnerungsorte. Im Verlag C.H. Beck erschienen inzwischen außerdem Sammelbände zu antiken Erinnerungsorten, dem Mittelalter und Erinnerungsorten des Christentums.

## Beispiele für Erinnerungsorte

### Deutschland
- Der Reichstag
- Die Reformation
- Der Westfälische Frieden
- Johann Wolfgang Goethe
- Faust
- Weimar
- Friedrich Schiller
- Heinrich Heine
- Carl Spitzweg
- Die Wartburg
- Karl Marx
- Die Paulskirche
- Kölner Dom
- Der Schrebergarten
- Richard Wagner
- Konrad Röntgen
- Friedrich Nietzsche
- Albert Einstein
- Versailles
- „Wissen ist Macht“
- Made in Germany
- Der Sozialstaat
- Das Bürgerliche Gesetzbuch (BGB)
- „Heil“
- Auschwitz
- Flucht und Vertreibung
- Der Volkswagen
- D-Mark
- Das Wunder von Bern
- Die Mauer
- Die Autobahn
- Der Palast der Republik
- Schwabinger Krawalle
- Achtundsechzig
- Der Kniefall
- Erinnerungsort Olympia-Attentat
- Der Mitläufer
- Die Bundesliga
- „Wir sind das Volk!“
- Die Nationalhymne

### Andere Länder
- geografischer Ort: das Rütli, Ort des legendären Rütlischwurs, trägt den Charakter eines schweizerischen Nationaldenkmals
- Bauwerke: die Kathedrale von Reims, Krönungskirche der französischen Könige, Symbolort der deutsch-französischen Freundschaft
- Ereignisse:
  - die Schlacht auf dem Amselfeld (1389) für das serbische Nationalbewusstsein
  - Moulin de Laffaux an die Kämpfe am Chemin des Dames im Ersten Weltkrieg
  - Westerplatte bei Danzig an den Kampf um die Westerplatte der polnischen Verteidiger
- historische Gestalten, die jedoch teils mythisch verklärt wurden: Jeanne d’Arc für die französische Nation
- Musikstücke: die Marseillaise für die französische Nation
- Gedenkstätten: Yad Vashem, Holocaust-Gedenkstätte in Jerusalem